# Börlinghausen

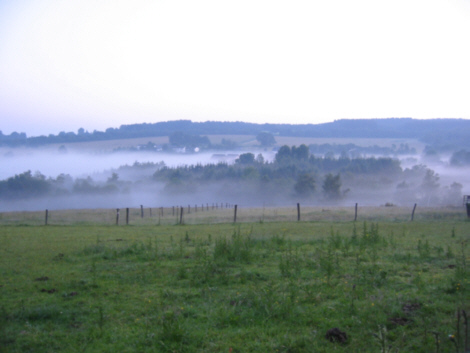
Börlinghausen im Frühnebel

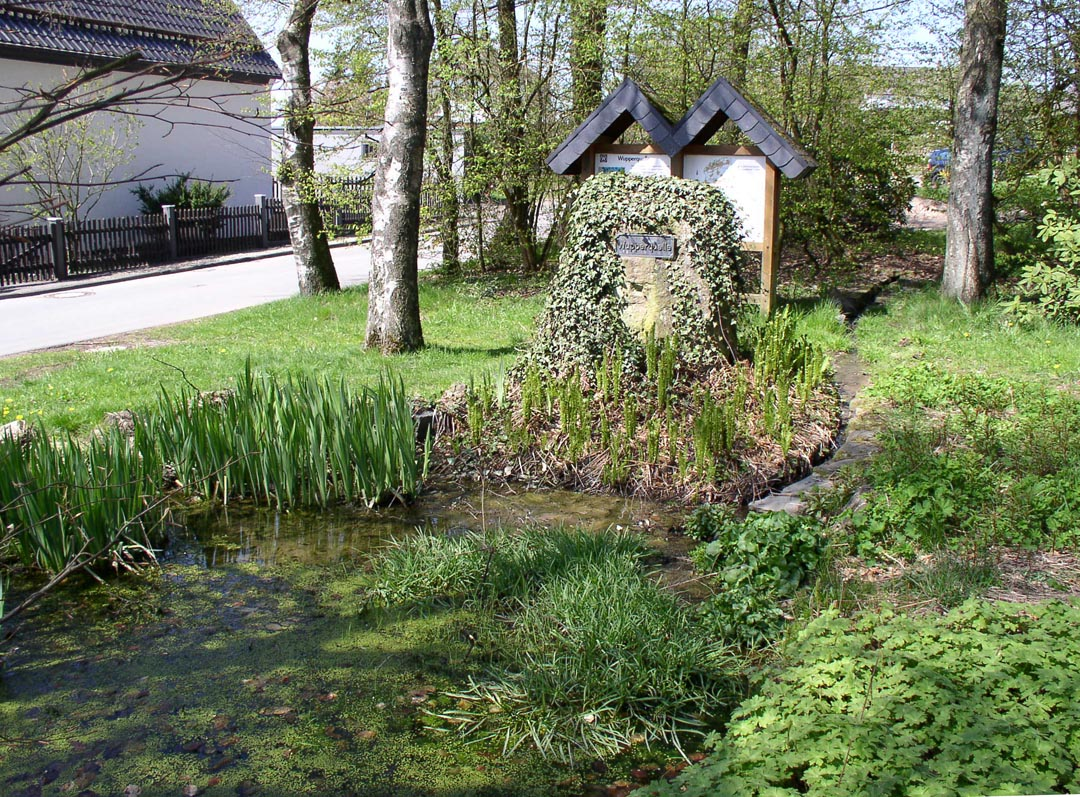
Die „offizielle“ Wupperquelle

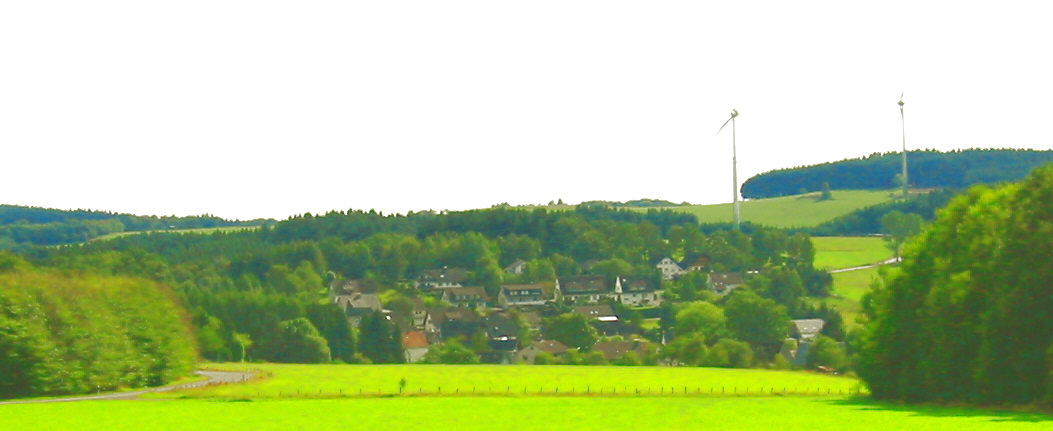
Börlinghausen

Börlinghausen ist eine Ortschaft der Gemeinde Marienheide im Oberbergischen Kreis im Regierungsbezirk Köln in Nordrhein-Westfalen (Deutschland).

## Lage und Beschreibung

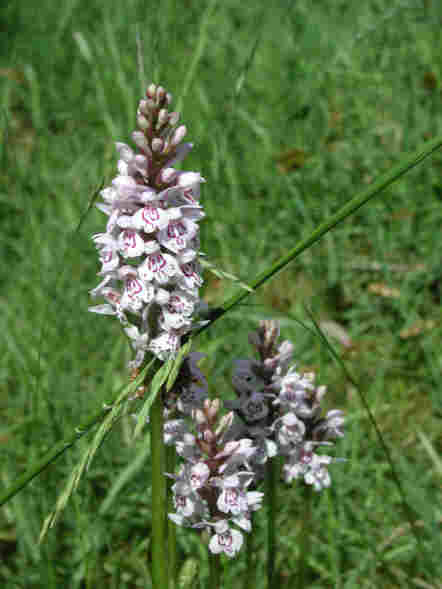
Knabenkrautblüte im Quellgebiet der Wipper

In Börlinghausen liegt in einer moorähnlichen Feuchtfläche das Quellgebiet der Wipper, die nach neun Kilometern den Namen Wupper trägt und bei Leverkusen in den Rhein mündet.
Das Quellgebiet liegt ein Stück abseits des Weges. Hier sind siebenunddreißig kleine Quellen, die ein 4 ha großes Hangquellmoor feucht halten. Von hier formieren sich die kleinen Rinnsale zu einem Quellgewässer. Große Mückenschwärme sind dort ebenso vorzufinden wie wilde Orchideen.

## Geschichte

### Erstnennung
Im Jahr 1542 wurde der Ort das erste Mal urkundlich erwähnt und zwar „Styn und weitere Einwohner zu Boerlyhußen werden in der Türkensteuerliste genannt“. Die Schreibweise der Erstnennung war: Boerlychhußen.
In Börlinghausen wurde im 16. Jahrhundert Eisenerz gewonnen.

## Freizeit
Einmal im Jahr findet ein ländliches Kinderschützenfest statt.

### Wander- und Radwege

#### Bezirkswanderweg des SGV-Bezirks Bergisches Land
In Börlinghausen startet der SGV Bezirkswanderweg 6 (Wupperweg) von der Quelle zur Mündung der Wupper.

#### Radrundweg
Durch den Ort hindurch führt die interregionale Radroute Wasserquintett, ein Projekt im Rahmen der Regionale 2010.

#### Sonstige
Umliegende Wander-Ziele sind die Genkeltalsperre, die Aggertalsperre und der Aussichtsturm „Unnenberger Turm“, der 506 m über NN liegt.

### Vereinswesen
- Fußballverein FC Börlinghausen
- Dorfgemeinschaft Börlinghausen e. V.
- Kinderschützenverein Börlinghausen e. V.

## Busverbindungen
Haltestelle: Börlinghausen
- 320 Richtung Marienheide – Meinerzhagen
- 399 Richtung Ortslinienverkehr Marienheide